# Erminio Rullo
Erminio Rullo (Napoli, 19 febbraio 1984) è un allenatore di calcio ed ex calciatore italiano, di ruolo difensore.

## Carriera

### Giocatore

#### Club
Muove i primi passi da calciatore nella Polisportiva Boys Melito; successivamente si trasferisce al settore giovanile del Lecce. Nel 2001 è girato in prestito all'Inter, dove vince il Campionato Primavera: tornato a Lecce vince il titolo giovanile per altri due anni consecutivi, sempre contro i nerazzurri in finale. Il 31 agosto 2003 esordisce in Serie A, nell'incontro perso 4-1 in casa della Lazio. Con l'arrivo di Zdeněk Zeman sulla panchina giallorossa nella stagione 2004-05, Rullo trovò un posto da titolare come terzino sinistro: giocò 35 partite di campionato e segnò anche una rete (il 5 dicembre 2004 contro il Livorno). Nel campionato 2005-06 scese in campo in 31 occasioni senza mai segnare. In totale con il club salentino ha collezionato 98 presenze (77 in Serie A, 18 in Serie B, 3 in Coppa Italia) e un gol, fino a metà della stagione 2006-07.
Il 25 gennaio 2007, dopo aver cominciato la stagione con il Lecce, Rullo viene acquistato dalla squadra della sua città natale, il Napoli, durante il calciomercato invernale e con la compagine partenopea raggiunge la promozione nella massima serie, collezionando 7 presenze in campionato. Tuttavia spesso viene relegato in panchina o tribuna. Nella stagione 2007-2008 colleziona 4 presenze, venendo perlopiù relegato in tribuna. Il 26 giugno 2008 è ingaggiato con la formula del prestito dalla Triestina, con la quale disputa il campionato di Serie B. Indossa la maglia numero 3 e colleziona 35 presenze in campionato e una in Coppa Italia. Nel luglio 2009 fa rientro al Napoli per fine prestito e viene aggregato alla prima squadra. Nel corso della stagione 2009-10 trova spazio soltanto in Coppa Italia e colleziona i primi minuti in campionato solo alla penultima giornata contro l'Atalanta, subentrando nel corso dell'incontro ad Andrea Dossena.
Anche nella prima parte della stagione successiva gli è precluso ogni spazio in prima squadra, cosicché il 10 gennaio 2011 passa a titolo definitivo al Modena, con cui firma un contratto biennale. Esordisce col club gialloblu il 23 gennaio 2011 nella partita Modena-Ascoli (0-0). Alla fine della stagione 2011-2012 rimane svincolato.
Il 2 agosto 2013 firma un contratto annuale con il Lecce. Ritorna a vestire la maglia giallorossa l'11 agosto seguente nella partita Ternana-Lecce (2-4 dts) valida per il secondo turno di Coppa Italia. Il 6 novembre dello stesso anno torna al gol, 9 anni dopo l'ultimo, in Coppa di Lega Pro nella sfida persa contro il Grosseto per 2-1. Il 25 agosto 2014 la società Lecce comunica di aver rinnovato per un'altra stagione il contratto del giocatore.
Il 31 gennaio 2015 passa a titolo definitivo al Messina. Nel 2017, dopo aver militato in Lega Pro con il Martina e in serie D con l'Olympia Agnonese, ha indossato per un breve periodo la maglia dell'Avezzano Calcio. Con gli abruzzesi gioca una partita di Coppa Italia Serie D ma a settembre torna all'Olympia Agnonese. Il 6 luglio 2018 approda al Fasano, in Serie D, dove termina la carriera da calciatore.

#### Nazionale
Vanta 5 presenze e 1 gol in Under-15, due presenze in Under-20 e una presenza in Under-21.

## Allenatore
Nella stagione 2019-2020 inizia la carriera da allenatore ad Agnone, in Serie D, affiancando Matteo Pizii e Mauro Marinelli alla guida tecnica dell'Olympia Agnonese.
Il 27 luglio 2020 viene nominato allenatore dell'Avezzano. Ha guidato la squadra abruzzese fino al 18 febbraio 2021. Nel 2021 è vice allenatore all' Olympia Agnonese.

## Statistiche

### Presenze e reti nei club
| Stagione                | Squadra                 | Campionato              | Campionato | Campionato | Coppa Italia | Coppa Italia | Coppa Italia | Coppe continentali | Coppe continentali | Coppe continentali | Totale | Totale |
| Stagione                | Squadra                 | Comp                    | Pres       | Reti       | Comp         | Pres         | Reti         | Comp               | Pres               | Reti               | Pres   | Reti   |
| ----------------------- | ----------------------- | ----------------------- | ---------- | ---------- | ------------ | ------------ | ------------ | ------------------ | ------------------ | ------------------ | ------ | ------ |
| 2003-2004               | Lecce                   | A                       | 11         | 0          | CI           | 1            | 0            | -                  | -                  | -                  | 12     | 0      |
| 2004-2005               | Lecce                   | A                       | 35         | 1          | CI           | 0            | 0            | -                  | -                  | -                  | 35     | 1      |
| 2005-2006               | Lecce                   | A                       | 31         | 0          | CI           | 1            | 0            | -                  | -                  | -                  | 32     | 0      |
| 2006-gen. 2007          | Lecce                   | B                       | 18         | 0          | CI           | 1            | 0            | -                  | -                  | -                  | 19     | 0      |
| gen.-giu. 2007          | Napoli                  | B                       | 7          | 0          | CI           | 0            | 0            | -                  | -                  | -                  | 7      | 0      |
| 2007-2008               | Napoli                  | A                       | 4          | 0          | CI           | 4            | 0            | -                  | -                  | -                  | 8      | 0      |
| 2008-2009               | Triestina               | B                       | 35         | 0          | CI           | 0            | 0            | -                  | -                  | -                  | 35     | 0      |
| 2009-2010               | Napoli                  | A                       | 1          | 0          | CI           | 1            | 0            | -                  | -                  | -                  | 2      | 0      |
| 2010-gen. 2011          | Napoli                  | A                       | 0          | 0          | CI           | 0            | 0            | UEL                | 0                  | 0                  | 0      | 0      |
| Totale Napoli           | Totale Napoli           | Totale Napoli           | 12         | 0          |              | 5            | 0            |                    | 0                  | 0                  | 17     | 0      |
| gen.-giu. 2011          | Modena                  | B                       | 17         | 0          | CI           | 0            | 0            | -                  | -                  | -                  | 17     | 0      |
| 2011-2012               | Modena                  | B                       | 15         | 0          | CI           | 1            | 0            | -                  | -                  | -                  | 16     | 0      |
| Totale Modena           | Totale Modena           | Totale Modena           | 32         | 0          |              | 1            | 0            |                    | 0                  | 0                  | 33     | 0      |
| 2013-2014               | Lecce                   | LP                      | 8          | 0          | CI+CI-LP     | 2+3          | 0+1          | -                  | -                  | -                  | 13     | 1      |
| 2014-gen. 2015          | Lecce                   | LP                      | 1          | 0          | CI-LP        | 1            | 0            | -                  | -                  | -                  | 2      | 0      |
| Totale Lecce            | Totale Lecce            | Totale Lecce            | 105        | 1          |              | 9            | 1            |                    | 0                  | 0                  | 114    | 2      |
| gen.-giu. 2015          | Messina                 | LP                      | 9          | 0          | CI-LP        | 0            | 0            | -                  | -                  | -                  | 9      | 0      |
| 2015-2016               | Martina                 | LP                      | 8          | 0          | CI-LP        | 2            | 0            | -                  | -                  | -                  | 10     | 0      |
| 2016-2017               | Olympia Agnonese        | D                       | 22+2       | 0          | CI-D         | 0            | 0            | -                  | -                  | -                  | 24     | 0      |
| ago. 2017               | Avezzano                | D                       | 0          | 0          | CI-D         | 1            | 0            | -                  | -                  | -                  | 1      | 0      |
| ago. 2017-2018          | Olympia Agnonese        | D                       | 30         | 0          | CI-D         | 0            | 0            | -                  | -                  | -                  | 30     | 0      |
| 2018-2019               | Fasano                  | D                       | 30         | 0          | CI-D         | 1            | 0            | -                  | -                  | -                  | 31     | 0      |
| 2019-2020               | Olympia Agnonese        | D                       | 0          | 0          | CI-D         | 0            | 0            | -                  | -                  | -                  | 0      | 0      |
| Totale Olympia Agnonese | Totale Olympia Agnonese | Totale Olympia Agnonese | 52+2       | 0          |              | 0            | 0            |                    | -                  | -                  | 54     | 0      |
| Totale carriera         | Totale carriera         | Totale carriera         | 292+2      | 1          |              | 19           | 1            |                    | 0                  | 0                  | 313    | 2      |

## Palmarès

### Club

#### Competizioni giovanili
- Campionato Primavera: 3

Inter: 2001-2002
Lecce: 2002-2003, 2003-2004
- Torneo di Viareggio: 1

Inter: 2002